# دله اجیبویه
دله اجیبویه (انگلیسی: Dele Ajiboye؛ زادهٔ ۷ اوت ۱۹۹۰) بازیکن فوتبال اهل نیجریه است.
از باشگاه‌هایی که در آن بازی کرده‌است می‌توان به باشگاه فوتبال ناساراوا یونایتد و تیم ملی فوتبال زیر ۲۳ سال نیجریه اشاره کرد.
وی همچنین در تیم‌های ملی فوتبال Nigeria U-17 Nigeria U-20 Nigeria U-23 بازی کرده‌است.